# Eliminatórias da Copa do Mundo FIFA de 2010 - Europa (Grupo 2)
O Grupo 2 das eliminatórias da Europa para a Copa do Mundo FIFA de 2010 foi formado por Grécia, Israel, Suíça, Moldávia, Letônia e Luxemburgo.
A tabela de jogos seria determinada no dia 8 de Janeiro de 2008, numa reunião que aconteceria em Israel. Contudo, Grécia e Letônia não entraram em acordo para a disputa das partidas entre ambos e, como a programação de partidas não foi finalizada em 16 de janeiro, a  FIFA aprovou a tabela final durante o XXXII Congresso Ordinário da UEFA em 30 de janeiro de 2008 em Zagreb, na Croácia.

## Classificação
| Pos | Equipe     | Pts | J  | V | E | D | GP | GC | SG  | Classificado                              |  | SUI | GRE | LVA | ISR | LUX | MDA |
| --- | ---------- | --- | -- | - | - | - | -- | -- | --- | ----------------------------------------- |  | --- | --- | --- | --- | --- | --- |
| 1   | Suíça      | 21  | 10 | 6 | 3 | 1 | 18 | 8  | +10 | qualificadas para a Copa do Mundo de 2010 |  | —   | 2–0 | 2–1 | 0–0 | 1–2 | 2–0 |
| 2   | Grécia     | 20  | 10 | 6 | 2 | 2 | 20 | 10 | +10 | qualificadas para a segunda fase          |  | 1–2 | —   | 5–2 | 2–1 | 2–1 | 3–0 |
| 3   | Letónia    | 17  | 10 | 5 | 2 | 3 | 18 | 15 | +3  | Eliminado                                 |  | 2–2 | 0–2 | —   | 1–1 | 2–0 | 3–2 |
| 4   | Israel     | 16  | 10 | 4 | 4 | 2 | 20 | 10 | +10 | Eliminado                                 |  | 2–2 | 1–1 | 0–1 | —   | 7–0 | 3–1 |
| 5   | Luxemburgo | 5   | 10 | 1 | 2 | 7 | 4  | 25 | −21 | Eliminado                                 |  | 0–3 | 0–3 | 0–4 | 1–3 | —   | 0–0 |
| 6   | Moldávia   | 3   | 10 | 0 | 3 | 7 | 6  | 18 | −12 | Eliminado                                 |  | 0–2 | 1–1 | 1–2 | 1–2 | 0–0 | —   |

## Resultados
| 6 de setembro de 2008 19:00 (UTC+3) | Moldávia    | 1 – 2     | Letônia                     | Estádio Sheriff, Tiraspol                 |
|                                     | Alexeev 76' | Relatório | Karlsons 8' · Astafjevs 22' | Público: 4,300 Árbitro: NIR Mark Courtney |

| 6 de setembro de 2008 20:15 (UTC+2) | Luxemburgo | 0 – 3     | Grécia                                             | Stade Josy Barthel, Luxemburgo               |
|                                     |            | Relatório | Torosidis 36' · Gekas 45+1' · Charisteas 76' (pen) | Público: 4,596 Árbitro: DEN Anders Hermansen |

| 6 de setembro de 2008 20:55 (UTC+3) | Israel                     | 2 – 2     | Suíça                | Estádio Ramat Gan, Ramat Gan                |
|                                     | Benayoun 73' · Sahar 90+2' | Relatório | Yakin 45' · Kufo 56' | Público: 29,600 Árbitro: SWE Martin Hansson |

| 10 de setembro de 2008 20:30 (UTC+3) | Moldávia     | 1 – 2     | Israel                | Estádio Zimbru, Chisinau                           |
|                                      | Picusciac 1' | Relatório | Golan 39' · Saban 45' | Público: 10,500 Árbitro: ESP César Muñiz Fernández |

| 10 de setembro de 2008 20:30 (UTC+2) | Suíça    | 1 – 2     | Luxemburgo                | Estádio Letzigrund, Zurique                  |
|                                      | Kufo 43' | Relatório | Strasser 27' · Leweck 87' | Público: 20,500 Árbitro: SRB Dejan Filipovic |

| 10 de setembro de 2008 21:15 (UTC+3) | Letônia | 0 – 2     | Grécia         | Skonto Stadions, Riga                    |
|                                      |         | Relatório | Gekas 10', 49' | Público: 8,600 Árbitro: FRA Tony Chapron |

| 11 de outubro de 2008 17:45 (UTC+2) | Suíça               | 2 – 1     | Letônia     | AFG Arena, St. Gallen                                |
|                                     | Frei 63' · Kufo 73' | Relatório | Ivanovs 71' | Público: 18,026 Árbitro: POR Lucílio Cardoso Batista |

| 11 de outubro de 2008 20:15 (UTC+2) | Luxemburgo | 1 – 3     | Israel                                    | Stade Josy Barthel, Luxemburgo          |
|                                     | Peters 14' | Relatório | Benayoun 2' (pen) · Golan 54' · Toama 81' | Público: 3,562 Árbitro: RUS Igor Egorov |

| 11 de outubro de 2008 21:30 (UTC+3) | Grécia                                | 3 – 0     | Moldávia | Estádio Karaiskakis, Pireu                  |
|                                     | Charisteas 32', 51' · Katsouranis 40' | Relatório |          | Público: 13,684 Árbitro: NOR Espen Berntsen |

| 15 de outubro de 2008 19:00 (UTC+3) | Letônia          | 1 – 1     | Israel       | Skonto Stadions, Riga                       |
|                                     | Koļesņičenko 89' | Relatório | Benayoun 50' | Público: 7,100 Árbitro: SVK Vladimír Hriňák |

| 15 de outubro de 2008 20:15 (UTC+2) | Luxemburgo | 0 – 0     | Moldávia | Stade Josy Barthel, Luxemburgo            |
|                                     |            | Relatório |          | Público: 2,157 Árbitro: POL Marcin Borski |

| 15 de outubro de 2008 21:30 (UTC+3) | Grécia         | 1 – 2     | Suíça                     | Estádio Karaiskakis, Pireu                         |
|                                     | Charisteas 68' | Relatório | Frei 41' (pen) · Kufo 77' | Público: 28,810 Árbitro: ESP Luis Medina Cantalejo |

| 28 de março de 2009 17:00 (UTC+1) | Luxemburgo | 0 – 4     | Letônia                                                     | Stade Josy Barthel, Luxemburgo          |
|                                   |            | Relatório | Karlsons 24' · Cauņa 48' · Višņakovs 72' · Perepļotkins 86' | Público: 2,516 Árbitro: WAL Mark Whitby |

| 28 de março de 2009 18:45 (UTC+2) | Moldávia | 0 – 2     | Suíça                      | Estádio Zimbru, Chisinau                      |
|                                   |          | Relatório | Frei 32' · Fernandes 90+2' | Público: 10,500 Árbitro: SCO Douglas McDonald |

| 28 de março de 2009 21:00 (UTC+2) | Israel    | 1 – 1     | Grécia    | Estádio Ramat Gan, Ramat Gan                 |
|                                   | Golan 55' | Relatório | Gekas 41' | Público: 38,000 Árbitro: ITA Roberto Rosetti |

| 1 de abril de 2009 18:30 (UTC+3) | Letônia                         | 2 – 0     | Luxemburgo | Skonto Stadions, Riga                     |
|                                  | Žigajevs 43' · Verpakovskis 75' | Relatório |            | Público: 6,700 Árbitro: TUR Fırat Aydınus |

| 1 de abril de 2009 20:30 (UTC+2) | Suíça               | 2 – 0     | Moldávia | Stade de Genève, Genebra                     |
|                                  | Kufo 20' · Frei 52' | Relatório |          | Público: 20,100 Árbitro: ITA Gianluca Rocchi |

| 1 de abril de 2009 21:30 (UTC+3) | Grécia                             | 2 – 1     | Israel    | Estádio Pankritio, Heraclião                      |
|                                  | Salpigidis 32' · Samaras 66' (pen) | Relatório | Barda 58' | Público: 22,794 Árbitro: POR Olegário Benquerença |

| 5 de setembro de 2009 19:00 (UTC+3) | Moldávia | 0 – 0     | Luxemburgo | Estádio Zimbru, Chisinau                      |
|                                     |          | Relatório |            | Público: 7,820 Árbitro: LTU Gediminas Mazeika |

| 5 de setembro de 2009 20:30 (UTC+2) | Suíça                        | 2 – 0     | Grécia | St. Jakob-Park, Basileia                        |
|                                     | Grichting 84' · Padalino 87' | Relatório |        | Público: 38,500 Árbitro: BEL Frank De Bleeckere |

| 5 de setembro de 2009 21:00 (UTC+3) | Israel | 0 – 1     | Letônia    | Estádio Ramat Gan, Ramat Gan              |
|                                     |        | Relatório | Gorkšs 59' | Público: 20,000 Árbitro: GER Knut Kircher |

| 9 de setembro de 2009 21:00 (UTC+3) | Israel                                                          | 7 – 0     | Luxemburgo | Estádio Ramat Gan, Ramat Gan                 |
|                                     | Barda 9', 21', 43' · Baruchyan 15' · Golan 58' · Sahar 62', 84' | Relatório |            | Público: 7,038 Árbitro: DEN Michael Svendsen |

| 9 de setembro de 2009 21:30 (UTC+3) | Letônia                   | 2 – 2     | Suíça                   | Skonto Stadions, Riga                      |
|                                     | Cauņa 62' · Astafjevs 75' | Relatório | Frei 43' · Derdiyok 80' | Público: 8,600 Árbitro: CZE Pavel Kralovec |

| 9 de setembro de 2009 21:30 (UTC+3) | Moldávia     | 1 – 1     | Grécia    | Estádio Zimbru, Chisinau                      |
|                                     | Andronic 90' | Relatório | Gekas 33' | Público: 9,870 Árbitro: SWE Daniel Stålhammar |

| 10 de outubro de 2009 17:45 (UTC+2) | Luxemburgo | 0 – 3     | Suíça                        | Stade Josy Barthel, Luxemburgo                         |
|                                     |            | Relatório | Senderos 6', 8' · Huggel 22' | Público: 8,031 Árbitro: ESP Eduardo Iturralde González |

| 10 de outubro de 2009 21:00 (UTC+2) | Israel                         | 3 – 1     | Moldávia       | Estádio Ramat Gan, Ramat Gan           |
|                                     | Barda 22', 70' · Ben Dayan 65' | Relatório | Calincov 90+2' | Público: 8,700 Árbitro: NED Kevin Blom |

| 10 de outubro de 2009 21:30 (UTC+3) | Grécia                                        | 5 – 2     | Letônia               | Estádio Olímpico, Atenas                        |
|                                     | Gekas 4', 47' (pen), 57', 90+1' · Samaras 73' | Relatório | Verpakovskis 12', 40' | Público: 18,981 Árbitro: NOR Tom Henning Øvrebø |

| 14 de outubro de 2009 20:00 (UTC+2) | Suíça | 0 – 0     | Israel | St. Jakob-Park, Basileia                     |
|                                     |       | Relatório |        | Público: 38,500 Árbitro: ROU Alexandru Tudor |

| 14 de outubro de 2009 21:00 (UTC+3) | Letônia                      | 3 – 2     | Moldávia                      | Skonto Stadions, Riga                    |
|                                     | Rubins 32', 44' · Grebis 76' | Relatório | Ovseannicov 25' · Sofroni 90' | Público: 3,800 Árbitro: FIN Jouni Hyytiä |

| 14 de outubro de 2009 21:00 (UTC+3) | Grécia                    | 2 – 1     | Luxemburgo              | Estádio Olímpico, Atenas                   |
|                                     | Torosidis 30' · Gekas 33' | Relatório | Papadopoulos 90' (g.c.) | Público: 13,932 Árbitro: SVN Darko Ceferin |

## Artilharia
| 10 golos - Theofanis Gekas 6 golos - Elyaniv Barda 5 golos - Alexander Frei - Blaise Kufo 4 golos - Angelos Charisteas - Omer Golan 3 golos - Ben Sahar - Yossi Benayoun - Māris Verpakovskis 2 golos - Georgios Samaras - Vasilis Torosidis - Aleksandrs Cauņa | 2 golos (continuação) - Ģirts Karlsons - Vitālijs Astafjevs - Philippe Senderos 1 golo - Dimitris Salpigidis - Konstantinos Katsouranis - Aviram Baruchyan - David Ben Dayan - Klemi Saban - Salim Toama - Aleksejs Višņakovs - Andrejs Perepļotkins - Andrejs Rubins - Deniss Ivanovs - Kaspars Gorkšs - Kristaps Grebis - Jurijs Žigajevs - Vladimirs Koļesņičenko | 1 golo (continuação) - Alphonse Leweck - Jeff Strasser - René Peters - Denis Calincov - Gheorghe Ovseannicov - Igor Picusciac - Serghei Alexeev - Valeriu Andronic - Veaceslav Sofroni - Benjamin Huggel - Eren Derdiyok - Gelson Fernandes - Hakan Yakin - Marco Padalino - Stéphane Grichting Gols contra - Avraam Papadopoulos (para Luxemburgo) |